# Estádio Ijair Tomquelsqui
O Estádio Municipal Ijair Tomquelsqui, conhecido como Estádio da SERC ou Jairzão, é um estádio de futebol localizado na cidade de Chapadão do Sul, no estado de Mato Grosso do Sul. Tem capacidade para 5.000 pessoas.